# Richard Schuil
Richard Schuil, né le 2 mai 1973 à Leeuwarden, est un joueur de volley-ball néerlandais jouant attaquant de pointe. Il devient par la suite joueur de beach-volley. Il mesure 2,02 m.

## Carrière en volley-ball

### Clubs
| Club            | Pays     | De        | À         |
| --------------- | -------- | --------- | --------- |
| Noliko Maaseik  | Belgique | 1996-1997 | 1996-1997 |
| Ferrare         | Italie   | 1997-1998 | 1997-1998 |
| Macerata        | Italie   | 1998-1999 | 1999-2000 |
| Noliko Maaseik  | Belgique | 2000-2001 | 2000-2001 |
| Tarante         | Italie   | 2000-2001 | 2001-2002 |
| Padoue          | Italie   | 2002-2003 | 2002-2003 |
| Gioia del Colle | Italie   | 2003-2004 | 2003-2004 |
| Modène          | Italie   | 2004-2005 | 2004-2005 |
| Tarante         | Italie   | 2005-2006 | …         |

### Palmarès
- Médaille d'or aux Jeux olympiques d'été de 1996
- Médaille d'or au Championnat d'Europe de volley-ball masculin 1997

## Carrière en beach-volley
- Champion d'Europe 2008 avec Reinder Nummerdor
- Vice-champion d'Europe 2007 avec Reinder Nummerdor